# Centrophasma spinosum
Centrophasma spinosum är en insektsart som först beskrevs av Henri Saussure 1868.  Centrophasma spinosum ingår i släktet Centrophasma och familjen Diapheromeridae. Inga underarter finns listade i Catalogue of Life.